# ديوالك (غلزار بردسير)
ديوالك (بالفارسية: دیوالک) هي قرية تقع في إيران في البلدة المركزية.